# Lijst van voetbalinterlands Andorra - Gibraltar (vrouwen)
Deze lijst van voetbalinterlands is een overzicht van alle officiële voetbalinterlands tussen de nationale vrouwenteams van Andorra en Gibraltar. De landen hebben tot op heden vier keer tegen elkaar gespeeld.

## Wedstrijden
| № | Plaats           | Datum            | Competitie                  | Wedstrijd           | Uitslag |
| - | ---------------- | ---------------- | --------------------------- | ------------------- | ------- |
| 1 | Gibraltar        | 1 juli 2014      | UEFA Development Tournament | Gibraltar − Andorra | 0 − 1   |
| 2 | Andorra la Vella | 16 februari 2022 | Vriendschappelijk           | Andorra − Gibraltar | 4 − 1   |
| 3 | Gibraltar        | 23 oktober 2024  | Vriendschappelijk           | Gibraltar − Andorra | 1 − 4   |
| 4 | Gibraltar        | 26 oktober 2024  | Vriendschappelijk           | Gibraltar − Andorra | 2 − 4   |

## Samenvatting
| Competitie                  | Totaal gespeeld | Winst Andorra | Gelijk | Winst Gibraltar | Doelsaldo Andorra – Gibraltar |
| --------------------------- | --------------- | ------------- | ------ | --------------- | ----------------------------- |
| UEFA Development Tournament | 1               | 1             | 0      | 0               | 1 − 0                         |
| Vriendschappelijk           | 3               | 3             | 0      | 0               | 12 − 4                        |
| Totaal                      | 4               | 4             | 0      | 0               | 13 − 4                        |